# Амстердам (РЮА)
Вижте пояснителната страница за други значения на Амстердам.
Амстердам (на африкаанс: Amsterdam) е малък град в провинция Мпумаланга в РЮА. Население 6769 жители (по данни от преброяването от 2011 г.).
Областта е провъзгласена за република през 1864 от шотландеца Александър Маккоркиндейл, който я нарича Нова Шотландия със столица Робърния, по името на поета Робърт Бърнс. През 1882 Робърния е преименувана на Амстердам.
Градът е известен с големите си овцеферми.